# خودوولیتسه
خودوولیتسه (به چکی: Chodovlice) یک منطقهٔ مسکونی در جمهوری چک است که در ناحیه لیتومیریتسه واقع شده‌است. خودوولیتسه ۳٫۰۸ کیلومتر مربع مساحت و ۱۵۲ نفر جمعیت دارد و ۲۰۰ متر بالاتر از سطح دریا واقع شده‌است.